# 9-й пехотный полк (вермахт)
9-й Прусский пехотный полк (нем. 9. (Preußische) Infanterie-Regiment), также известный как 9-й Потсдамский пехотный полк (нем. 9. Infanterie-Regiment Potsdam) — пехотный полк германской армии времён Веймарской республики и нацистской Германии. Полк считался преемником 1-го прусского гвардейского полка. Казармы полка находились в Потсдаме — «колыбели прусской армии». Офицерами полка служили представители виднейших прусских дворянских фамилий, за что полк получил прозвища «девятый графский» и «пехотный фон девятый».
Полк входил в 3-ю пехотную дивизию рейхсвера, а затем — в 23-ю пехотную дивизию вермахта. В составе этой дивизии он участвовал в польской кампании, французской кампании и во вторжении в СССР. В 1942 году 23-я пехотная дивизия была преобразована в 26-ю танковую дивизию, а полк — в 9-й моторизованный полк.
Полк вошёл в историю благодаря тому, что среди его офицеров (действующих или бывших) было больше заговорщиков против Гитлера, чем в любом другом полку вермахта. После провала заговора большая часть офицеров полка погибла: кто-то был арестован гестапо и расстрелян, кто-то покончил с собой.
Активными участниками антигитлеровского сопротивления были офицеры полка: генерал-майор Хеннинг фон Тресков, подполковник Фриц-Дитлоф фон дер Шуленбург, майоры Фердинанд фон Люнинк и Аксель фрайхерр фон дем Бусше-Штрайтхорст и другие. В полку служили также братья фон Вайцзеккеры: Хайнрих и Рихард — будущий президент Германии.
Продолжателем традиций полка является Батальон почётного караула бундесвера.

## Участники заговора против Гитлера
- Подполковник Хассо фон Бёмер[нем.];
- Майор Аксель фон дем Бусше-Штрайтхорст[нем.];
- Капитан Ганс Фрицше[нем.];
- Подполковник Helmut Wolf Karl von Gottberg;
- Подполковник Людвиг фон Хаммерштейн-Экворд;
- Подполковник (в резерве) Карл-Ганс фон Харденберг[нем.];
- Генерал-лейтенант Пауль фон Хазе;
- Лейтенант Эвальд-Генрих фон Клейст-Шменцин;
- Полковник Ганс Отфрид фон Линстов[нем.];
- Капитан Фридрих Клаузинг[нем.];
- Майор (в резерве) Фердинанд фон Люнинк[нем.] ;
- Майор (в резерве) Herbert Meyer;
- Лейтенант Георг-Сигизмунд фон Оппен[нем.];
- Полковник Алексис фон Рённе[нем.] ;
- Подполковник (в резерве) Фриц-Дитлоф фон дер Шуленбург;
- Подполковник Герд фон Тресков[нем.] ;
- Генерал-майор Хеннинг фон Тресков;
- Подполковник i. G. Ганс-Александер фон Фосс[нем.] ;
- Капитан (в резерве) Ахим фон Виллисен[нем.].